# Iriania anisoptera
Iriania anisoptera är en fjärilsart som beskrevs av Diakonoff 1955. Iriania anisoptera ingår i släktet Iriania och familjen spinnmalar. Inga underarter finns listade i Catalogue of Life.